# 올림푸스 OMD E-M1
OM-D E-M1(영어: Olympus OM-D E-M1)은 2013년 10월 출시된 올림푸스의 고급형 미러리스 렌즈 교환식 카메라이다. OM-D는 올림푸스가 과거 판매하였던 필름카메라 OM 시리즈의 디지털 복각 버전이며, 거의 동일한 디자인을 가지고 있다. 기존 OMD E-M5와의 차이점은 내장형 전자식 뷰파인더를 144만 화소에서 236만 화소로 교체했으며, 1/8,000초 셔터스피드 지원, 컨트라스트 AF+위상차 AF의 조합으로 향상된 동체추적 연사, 화상 처리 엔진의 교체, 로우패스 필터 제거, Wi-Fi 기능을 통한 스마트폰과의 연동 등의 차이점이 있다.

## 같이 보기
- 마이크로 포서즈 시스템
- 미러리스 카메라